# Biancaea sappan
Biancaea sappan (Caesalpinia sappan) o arbre de sapan és una espècie pertanyent a la família de les lleguminoses (Fabaceae). És nativa del sud-est d'Àsia i l'arxipèlag malai. Pertany al mateix gènere que Caesalpinia echinata, i originalment a Europa era anomenada "fusta brezel".

## Hàbitat i distribució
Originària de Myanmar, Xina i el Vietnam. No requereix cures especials, necessita aigua i suporta bé la sequedat.

## Propietats
Aquesta planta té molts usos. Posseeix propietats com a bactericida, i per la seva lluita contra les propietats coagulants. També produeix un tipus de tint vermellós anomenat brasilina, usat per tenyir les teles, així com la fabricació de pintures i tints de color vermell.
L'arbre de sapan va ser objecte d'un comerç important durant el segle xvii, quan es va exportar des de nacions del sud-est asiàtic (especialment Siam) a bord de bucs del segell vermell fins al Japó.
Principis actius: De la fusta s'extreu un oli essencial, àcid gàl·lic i algunes saponines.
Indicacions: és astringent i emmenagog. La fusta té propietats com a bactericida i hemostàtic. En els seus llocs d'origen es mengen les llavors crues i s'han usat en casos de diarrees, contra els vòmits de sang i les hemorràgies uterines.
Altres usos: jardineria (parcs, arbredes, barreres). La fusta s'ha usat com a colorant vermell, és tan dura com el banús.

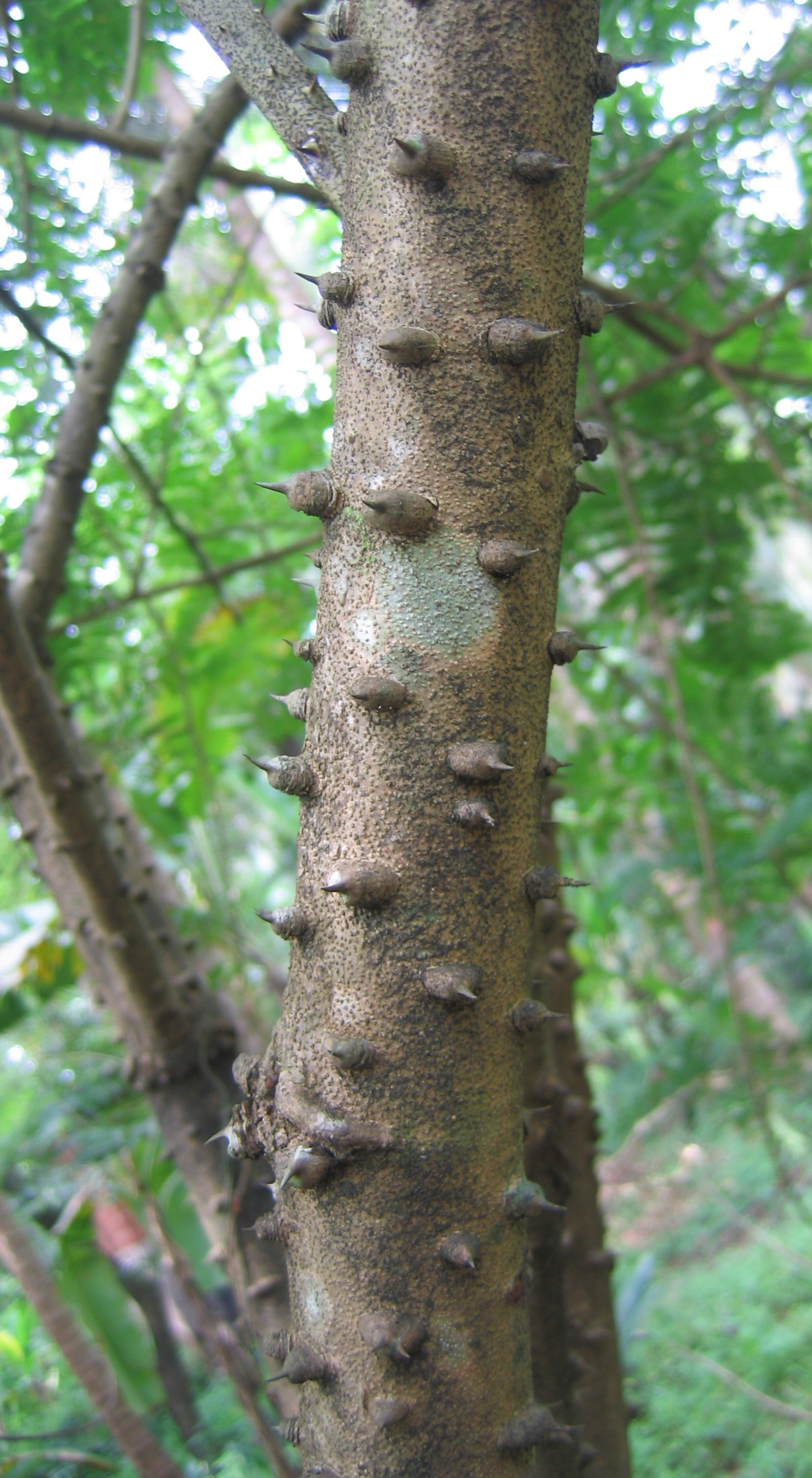
Escorça del sapan

## Taxonomia
Biancaea sappan va ser descrit per Carl von Linné i per Tod. el 1875. Com a Caesalpinia sappan va ser descrit per Carl von Linné i publicat a Species Plantarum 1: 381. 1753.
Etimologia
Caesalpinia: nom genèric que va ser atorgat en honor del botànic italià Andrea Cesalpino (1519-1603).
sappan: epítet
Sinònims
- Caesalpinia sappan (L.)[8]